# Волкова Любов Василівна
Любов Василівна Волкова (рос. Любовь Васильевна Волкова; * ?) — російська журналістка, правозахисниця, заступниця голови Громадської спостережної комісії м. Москви, член Асоціації незалежних спостерігачів Росії, президент Московського регіонального Громадського благодійного Фонду «Соціальне Партнерство» (з серпня 2000 року), член Експертної ради при Уповноваженому з прав людини в Росії. Лауреат премії Московської Гельсінкської групи в області захисту прав людини за 2010 рік у номінації «За внесок в правозахисну освіту» . Нагороджена знаком громадського визнання «Символ свободи» Спілки журналістів Росії за підсумками 2005 року.

## Життєпис
Любов Волкова закінчила Факультет журналістики Московського державного університету імені М. В. Ломоносова.
У 1993 — 2004 роках була заступником редактора, редактор відділу соціальної політики урядової «Російської газети».

## Громадянська позиція
Є активним учасником руху за громадянські свободи в Росії.
У березні 2014 року, після російської інтервенції в Україну, разом з рядом інших відомих діячів науки і культури Росії висловила незгоду агресії Росії в Криму. Свою позицію вони виклали у відкритому листі